# Koinè
La koinè (κοινὴ διάλεκτος "lingua comune", κοινὴ ἑλληνική "[lingua] greca comune") è un antico dialetto greco e forma la terza tappa della storia della lingua greca. È conosciuto anche come greco alessandrino o greco ellenistico (perché è stata la lingua del periodo ellenistico nella storia greca, caratterizzato dall'espansione della civiltà greca ad opera di Alessandro Magno, che portò questa lingua nei territori conquistati), comune (traduzione di κοινή; è "comune" perché si tratta della prima forma di greco indifferenziata, contrapposta alla frammentazione dialettale che ha caratterizzato il greco fino all'età classica) o ancora, a causa del suo utilizzo per la redazione dei primi testi cristiani, greco del Nuovo Testamento, greco biblico o greco patristico. Dalla koinè hanno avuto origine il greco moderno e le sue relative varianti dialettali (tranne il dialetto zaconico, erede dell'antico dialetto dorico).
Secondo alcuni la koinè greca era una lingua mista.

## L'importanza dellakoinè
La koinè non è importante solo nella storia dei Greci, in quanto primo dialetto comune, ma anche per il suo impatto nelle civiltà del Mar Mediterraneo durante l'età ellenistica.
Nell'uso il termine è divenuto un sinonimo per indicare la lingua ellenistica, vale a dire quel modello linguistico che si andò a imporre, come lingua comune del mondo greco, nei primi secoli di quell'epoca che si può chiamare (approssimativamente) post-classica e il cui inizio viene fatto convenzionalmente risalire alla vittoria dei Macedoni contro i greci nella battaglia di Cheronea (338 a.C.).
Quando gli stati greci alleati sotto la guida dei macedoni conquistarono e colonizzarono il mondo conosciuto, il loro nuovo dialetto fu parlato dall'Egitto al nord dell'India.
Siccome il greco ellenistico prese piede durante il periodo tardo-classico, il simbolico punto di partenza del terzo periodo della lingua greca è stabilito dalla morte di Alessandro Magno nel 323 a.C. e la chiusura di questo periodo della lingua greca e il passaggio alla quarta fase della lingua greca, conosciuta come greco medievale, è simbolicamente assegnata alla fondazione di Costantinopoli nel 330 d.C. da parte di Costantino I.
La koinè s'impose quindi come lingua franca di tutto il Mediterraneo centro-orientale dei regni ellenistici, sia nell'uso parlato sia in quello scritto, compreso l'uso letterario. La koinè appunto è la lingua originale del Nuovo Testamento e della versione dei 70 (septuaginta) dell'antico testamento, e anche il mezzo per l'insegnamento e la diffusione del cristianesimo nei primissimi secoli d.C. Inoltre fu, anche se non ufficialmente, la seconda lingua parlata e scritta dell'Impero romano, in particolare nella parte orientale. 
A partire dal III secolo, vennero utilizzati dei manuali chiamati Hermeneumata, con lo scopo di insegnare la lingua latina a coloro che parlavano il greco e per insegnare la lingua greca a coloro che parlavano il latino.

## I precedenti
L'affermarsi della koinè ellenistica è stato preceduto da altri processi di stabilizzazione di forme linguistiche comuni. Un esempio è il dialetto attico, che già in antico, quasi a voler confermare il mitico sinecismo politico ateniese, mostra caratteristiche che fanno pensare a una lingua unitaria.
Altri fenomeni unitari si avvertono non su una base etnica o geografica, ma con riguardo alla frequentazione di certi generi letterari. Così ad esempio si parla di dialetto omerico, una lingua convenzionale e mai parlata da nessuno, che, con la sua mescolanza di una base ionica, con elementi eolici e relitti micenei, divenne la lingua comune della poesia epica. Fenomeni analoghi si registrano per la lingua in uso nella lirica corale, un'interazione di dialetto omerico, dorico ed eolico.

## Il significato nel tempo

### Lakoinècome lingua ancestrale
Nell'antichità è ad esempio spesso indicata, con lo stesso termine, la presunta lingua comune da cui sarebbero originati i vari dialetti greci, secondo le teorie di due autori del II secolo d.C. come Apollonio Discolo e di suo figlio Erodiano.

### Lakoinècome dialetto etnico
Clemente Alessandrino in Stromata I, 142 (II - III secolo) fa rientrare nella sua definizione di dialetto non solo la particolare inflessione assunta da un lessico in relazione a un'area geografica, ma anche quelle particolari forme che rivelano caratteri, condivisi o esclusivi, che prescindono dalla località, risultando semmai legati a un ethnos. Nella sua concezione koinè poteva ben essere il quinto tra i dialetti greci, con una posizione particolare rispetto agli altri, quella di forma che compendia i caratteri comuni a tutti gli altri.

### I confini di un'egemonia: lakoinèculturale
L'utilizzo del termine koinè, dal suo ambito originario e strettamente linguistico, è andato a connotare, per estensione, anche quei fenomeni di formazione di tratti comuni, in ambito storico e culturale, che interessarono la vasta area geografica dei regni ellenistici originati dall'espansione macedone. Sarà proprio il fenomeno della koinè linguistica a favorire la dilatazione e l'egemonia, in una area sempre più vasta, dei linguaggi artistici e letterari di forte matrice greca.

### Lakoinèletteraria italiana
Agli albori della lingua italiana, si parla ancora di una koinè letteraria, intendendo con essa la lingua comune usata dai letterati.
Sulla scia dei grammatici bizantini o latini, seguendo il Bembo, poteva indicarsi con koinè la lingua comune italiana originata dai dialetti.
Altri invece, come Leonardo Salviati e Machiavelli, aderendo a una visione primigenia ereditata dalla grammatica antica, capovolgevano il rapporto genetico e attribuivano alla lingua toscana la posizione privilegiata di koinè, da cui sarebbero scaturiti i dialetti italiani.

## Le fonti
Gli studi linguistici sulla koinè hanno scontato per secoli, fin dal tempo dei grammatici alessandrini, un pregiudizio negativo che la considerava alla stregua di una forma corrotta della purezza linguistica classica. Il pregiudizio negativo non si limitava alla forma linguistica ma sottendeva, per certi aspetti, la sottovalutazione di un'intera epoca storica e culturale. Bisogna attendere il XIX secolo e gli innovativi studi di Johann Gustav Droysen, perché la cruciale importanza dell'Ellenismo venisse finalmente riconosciuta, insieme a quella del veicolo linguistico dell'epoca.
Il repertorio delle fonti della koinè è di enorme vastità, estendendosi su un arco temporale e spaziale amplissimo, e riflettendo l'eterogeneità delle varietà linguistiche che vi si annoverano. In questo panorama di fonti, a differenza di quanto accaduto con le precedenti varietà linguistiche greche, una grande importanza hanno le scritture private tradite dai papiri (corrispondenza commerciale, epistolari familiari, compiti scolastici, ecc.).

### Le iscrizioni
È da considerare di enorme importanza il vastissimo corpus delle iscrizioni epigrafiche, che offre il vantaggio di fornirci forme linguistiche cronologicamente cristallizzate e non soggette alla corruzione cui vanno inevitabilmente incontro le fonti tramandate.

### I papiri
La fonte più importante è comunque costituita dai papiri, il cui studio ha fatto nascere un'autonoma branca filologica, la Papirologia. I ritrovamenti più ingenti provengono dalle discariche d'Egitto, al di fuori del quale il più rilevante "giacimento" papirologico appartiene alla Villa dei papiri di Ercolano.

I papiri offrono lo stesso vantaggio di fissazione incorrotta delle epigrafi, senza essere però afflitti da grossi problemi di datazione: spesso, infatti, il testo papiraceo è datato e quando una data vi manchi, una datazione approssimativa è resa possibile dall'alfabeto.
In aggiunta, e questo è molto importante per la linguistica, i papiri offrono una varietà linguistica non standardizzata, più sensibile alle innovazioni, con registri e varietà che sconfinano nella lingua parlata, spesso goffamente dissimulata.

### I cocci
Vi è poi da aggiungere la fonte dimessa e negletta delle iscrizioni su cocci di risulta, gli ostraka, frammenti di un corpus letterario ampio e disperso nei vari continenti. La lingua degli ostraka, ancora più umile e "volgare" di quella dei papiri, attende ancora in gran parte di essere studiata, interpretata e pubblicata.

### I lessici e le grammatiche atticiste
Documenti importanti per attestare l'osmosi sintattica, lessicale e stilistica tra la lingua elevata e quella parlata sono le "grammatiche" e i "lessici" compilati dagli atticisti. Un destino, a pensarci bene, davvero paradossale, quasi una nemesi, per delle opere concepite proprio per emendare e arginare, in funzione "purista", un fenomeno linguistico percepito come una degradazione della purezza linguistica attica.

La più importante fra queste fonti, per l'ampiezza e la varietà del repertorio di esemplificazioni "atticiste", è il lessico dovuto a Frinico Ἐκλογὴ ῥημάτων καὶ ὀνομάτων Ἀττικῶν (Selezione di frasi e parole in attico).

### La letteratura testamentaria
Altre fonti significative sono l'Antico Testamento, nella versione greca dei Settanta, e il Nuovo Testamento. Quest'ultima è particolarmente importante per l'uso di un registro linguistico popolare, in funzione dell'ampia platea cui gli insegnamenti erano rivolti.

### Gli idiomi neogreci
Infine un'importante fonte di informazioni è rappresentata dal neogreco con i suoi dialetti le sue koinè e idiomi, che hanno preservato molti dei dettagli linguistici che, pur smarritisi nella tradizione scritta, si sono conservati nell'oralità. Un esempio è dato dalla lingua pontica e cappadocica, che hanno conservato l'antica pronuncia di η come ε (νύφε, συνέλικος, τίμεσον, πεγάδι etc.), mentre il dialetto zaconico mantiene la α lunga in luogo della η (αμέρα, αστραπά, λίμνα, χοά etc.) e le altre caratteristiche locali del laconico. Gli idiomi meridionali dell'area linguistica greca (Dodecaneso, Cipro etc.), mantengono la pronuncia del raddoppio delle consonanti simili (άλ-λος, Ελ-λάδα, θάλασ-σα), mentre altre pronunciano in molte parole υ come ου o conservano antiche forme doppie come κρόμμυον — κρέμμυον, ράξ — ρώξ etc. Sono fenomeni linguistici che suggeriscono come tali caratteristiche siano state ereditate dalla koinè, che a sua volta aveva numerose variazioni idiomatiche nell'area linguistica greca.

## Evoluzione dal greco antico
La conoscenza dei fenomeni linguistici che hanno dato luogo alla genesi della koinè mette luce sul processo evolutivo che ha portato alla formazione del neogreco. Lo studio ha tentato di enucleare gli aspetti del passaggio da greco antico alla "lingua comune", fonetica, morfologia, sintassi e lessico, valutando l'impatto che queste trasformazioni hanno avuto nella formazione del greco medievale.
Si è potuto così dimostrare che molte delle caratteristiche della koinè sono emerse e andate stabilizzandosi già in epoca classica. Al contrario, molte delle caratteristiche del greco medievale non sono delineate e rintracciabili nella koinè.
Una conferma è ad esempio che il greco della koinè oggi non è comprensibile ai parlanti nel greco moderno.

### Fonetica
La fonetica greca subisce una profonda evoluzione: dalla scrittura fonetica, come può considerarsi quella del greco classico, in cui sostanzialmente a ogni fonema corrisponde un grafema, si arriva in maniera graduale a quella tramandatasi nel greco moderno, in cui è accentuata la discrasia tra pronuncia e scrittura, anche in virtù di fenomeni di confluenza vocalica, primo fra tutti la convergenza sul suono [i], nota con il nome di iotacismo

Se pure la pronuncia coincideva ampiamente con quella "attica", già nella fase più antica della koinè, le fonti, in particolare papiri e iscrizioni, segnalano l'affermarsi della divergenza tra il sistema fonetico e quello grafico. Il fenomeno è testimoniato anche dalla preoccupata e acuita sensibilità dei grammatici, prima ellenistici e, in seguito, bizantini, nei confronti del problema emergente dell'ὀρθογραφία, l'ortografia (ossia, letteralmente, la "corretta scrittura").
- L'accento musicale lascia il passo all'accento espiratorio. Si affievoliscono di conseguenza sempre più, fino a perdersi completamente, le antiche distinzioni di quantità.

Di fatto, già dal II secolo d.C., il significato dell'accentazione è profondamente mutato: il suo effetto si sposta dai cambiamenti dell'intonazione ("accento musicale") a quelli dinamici (suono più basso o più forte, "accento espiratorio")
Nello stesso periodo sparisce ogni distinzione nella durata delle vocali, che diventa imprescindibilmente legata alla loro accentazione. Così le vocali "atone" sono indifferentemente brevi, quelle "accentate" indifferentemente semilunghe.
- Le consonanti conservano generalmente l'antica pronuncia con l'eccezione delle tenui aspirate (φ, θ, χ) e delle medie (β, γ, δ), che vengono attratte nella pronuncia spirante.

β, γ, δ, dall'originario suono b, g, d, diventano v, gh, dh (/v/ - via [β] -, /ɣ/, /ð/ in IPA), eccetto quando seguono una consonante nasale (μ, ν), nel qual caso mantengono l'antico suono (es. γαμβρός — γαmbρός, άνδρας — άndρας, άγγελος — άŋgελος).
φ, θ, χ, si evolvono dalla loro pronuncia aspirata (rispettivamente /pʰ/, /tʰ/ e /kʰ/), alle fricative [f] (via [ɸ]), [θ], e [x].
Questo fenomeno avviene in maniera diacronica per le diverse consonanti e per i diversi luoghi di diffusione.
- La consonante ζ subisce una diversa sorte: il suo suono si trasforma dal doppio consonantico /dz/ (in origine /zd/) al suono /z/ del greco moderno.
- ει, ι, η, ῃ confluiscono nel suono i.

la pronuncia di η nell'antichità era polimorfica: nell'eolico di Beozia e di Tessaglia era più chiusa già verso la fine del V secolo a.C. Dalla metà del II secolo a.C. oscilla tra i due suoni (lunghi e chiusi) ē e ī, come testimoniano le occorrenze di η sostituita con ει e ι oppure sostituita da ε e αι. Il prevalere della forma ī si avrà in epoca cristiana anche se va segnalata la sopravvivenza della forma ē fino al neogreco del Ponto.
il dittongo ει, nei dialetti beotici e tessalici, aveva subito già dal V secolo a.C. la trasformazione in ī. Nel dialetto attico della stessa epoca la pronuncia era invece divenuta ē per poi confluire anch'essa in ī a partire dal III secolo a.C.
- υ, υι, οι confluiscono nel suono ü. οι si chiude nel suono ü (via /ɔʏ̯/~/œʏ̯/ > /øy̯/ > /yy̯/, cioè palatalizzazione progressiva del primo elemento e arrotondamento del secondo fino alla fusione in /y/), trovandosi ad essere quindi uguale a υ, ed entrambi confluiscono, successivamente, in i.
- αι, ε confluiscono nel suono e.

I dittonghi οι, αι subirono un'evoluzione precoce in Beozia: nel V secolo a.C. erano già divenuti (rispettivamente) οε e αε, quindi poi η (intesa come ē aperta) dal IV secolo a.C..
Nel dialetto attico, invece, analoghe evoluzioni saranno molto più tarde: οι, αι diventano rispettivamente ü, e solo nel II-III secolo d.C. In epoca molto più tarda, intorno all'anno mille, si registra l'evoluzione di οι in i.
- I dittonghi αυ e ευ diventeranno av e ev del neogreco passando per le forme αβ e εβ, in cui la β è nel frattempo divenuta spirante. Davanti a consonanti mute θ, κ, ξ, π, σ, τ, φ, χ, ψ sono parzialmente assimilati a af, ef. Questo percorso è comunque debolmente attestato dalle evidenze della koinè.

## L'accezione moderna del termine
Con il termine koinè, nel corso dei secoli, si è spesso indicato qualsiasi linguaggio condiviso da culture e popoli diversi, originario o predominante sulle varie lingue e forme dialettali di un'area più o meno estesa.
Nell'accezione moderna, l'uso del termine non è limitato all'indicazione di una varietà colta della lingua comune, ma si estende a tutte le sue stratificazioni. Nella koinè convergono la lingua letteraria, quella burocratica, le tendenze gergali, ma anche la lingua parlata.
Il termine viene utilizzato in semiotica per indicare la versione accettata uniformemente su vasta scala di una qualsiasi lingua, in contrapposizione alle varianti locali, e per estensione, di qualsiasi modello espressivo di culture condivise in ambiti più vasti di quello originario.